# Armorial du Trièves

## Index des familles
Index - des Familles nobles du Trièves, avec les dates d´ancienneté connue de celles antérieures à 1400, leurs devises, leurs titres et l´indication de celles qui descend, en lignée utérine, de maisons souveraines.

### A
ACCARIAS de Sérionne. Alliés aux Lagier : mêmes armes?
ACHARD (vers 1350). De gueules à trois casques d´argent grillés et ornés d´or.
ALBERT issus des Arthaud de Montauban, D´azur au lion d´argent.
ALBERT (1316). Coupé de gueules au lion d´argent lampassé de sable au 2 palé de gueules et d´argent de six pièces. Origine commune avec les ducs de Luynes.
ALLARD (1386). D´or au chevron de sable, accompagné de 3 toiles rangées d´azur en chef et d´un croissant de gueules en pointe.
ALLEMAN (950). Filiation féminine des comtes de Provence. De gueules semé de fleurdelys d´or, traversé d´une bande d´argent. Devises: Tot in corde quot in armis et Place à ma Dame!
ALLOARD. Originaires du Brianconnais. D´argent au chevron de sinople, au chef d´azur chargé d´une croisette d´or, ou Allois.
AMBEL (vers 1250). D´or au moulin d´argent portiché de sable, les ailes de gueules, sur motte de sinoble. Devise: Sed virtus nescia frangi.
AQUIN (1164). D´azur à quatre pointes d´argent posées en chevron.
ARCES (1094). D´azur au franc quartier d´or. Devise: Le tronc est vert et les feuilles sont arses.
ARGOUD (1262). D´azur à trois fasces d´or.
ARMAND de Lus et de Grisail (1326). Barons de Lus, vicomtes de Trièves. D´argent au chevron d´azur, au chef de gueules, ou d´or au chevron de gueules, au chef d´azur - chargé d´une couronne fermée d´or. Armes modernes (XVII s.): fascé d´argent et de gueules de six pièces. Origine commun avec les Polignac? Devise : Armandus Regi et Legi.
ARNAUD de Montorcier (vers 1250). Tranché d´azur, d´or et de gueules, l´azur chargé d´une fleurdelys d´or, les gueules d´une rose d´argent.
ARTHAUD (issus des comtes de Die, de Forcalquier et de Provence). De gueules au château de trois tours d´or, maconné et portillé de sable.
ASPRES (1266). D´or au sautoir de gueules.
ATHENULPHI (1294). De gueules au château donjonné de trois tours d´or, celle du milieu supérieure, chacune crénelée de trois pièces, maconnée et portichée de sable; au chef cousu d´azur chargé d´un croissant montant d´argent côtoyé de deux roses de même.
AUDIER d´Audières. Ecartelé d´or et de sinople, une fleur d´argent en cœur.
AUGIER d´Etève (1150). De gueules à une tour d´argent.
AUVERGNE. Famille ancienne. Origine discutée.
AVIGNONET (avant 1400).
AYMON de Franquières d´Avignonet. D´azur à un millet de deux épis d´or, au chef cousu de gueules chargé de trois étoiles d´or.
AYNARD (960) (devient Monteynard (de) au XIVe siècle). De vair au chef de gueules chargé d´une lion issant d´or. Devise : Pro Deo, fide et Rege!, cri de guerre "Potius Mori"

### B
BACHASSE et Bachasson (1359). D´or au griffon de gueules ou de gueules ou d´azur au griffon d´or.
BALLY du Percy. D´azur à trois fasces d´or, à un lys de sinople fleuri de six fleurs d´argent et brochant sur le tout.
BARD ou Bardi à Mens, venus de Florence. D´azur à une molette d´or percée de sable, à l´engrêlure de gueules soutenant un chef d´or chargé d´un lambel de sable. Armes anciennes : d´or à 5 losanges de gueules mis en bande, accompagnés d´un château de trois tours de sable au chef senestre.
BARDONNANCHE (1056). D´azur au treillis de gueules clouté d´or, au chef d´or chargé d´un aigle issant de sable. Devise: Tutum forti praesidium virtus.
BARRAL (vers 1150). D´or à trois barils de sable cerclés et bondonnés d´argent.
BARTHALAYS. De gueules à deux triangles d´or, vides et enlacés en forme d´etoile.
BARTHÉLEMY d´Orbanne. D´azur au rocher d´or accompagné de trois étoiles de même.
BAUD ou BEAUP. D´azur au lion d´or accompagné de 3 étoiles de même.
BAUDET de Beauregard (1287). De gueules à le croix ancrée d´argent.
BAYLE (vers 1050). D´or au chevron d´azur accompagné de trois roses de gueules. Devise : Qui croit en Dieu croist.
BEAUFORT du Périer et Corps. D´azur à la bande d´or, côtoyée en chef de 3 molettes d´or 2 et 1 et en pointe d´une tour d´argent maconnée de sable.
BEAUMONT (1080). De gueules à la fasce d´argent, chargée de trois fleurdelys d´azur. Devise: Impavidum ferient ruinae.
BÉNÉVENT (1135). D´azur à la colonne d´argent.
BERT. Ecartelé au 1 et 4 d´azur à la bande d´or, au 2 et 3 d´or à la bande d´azur chargée de 3 glands d´or.
BÉRENGER de Morges (1060). Issus des princes de Royans.
Gironné d´or et de gueules de huit pièces. Devise: J´en ai la garde du Pont.
BÉRENGER (pair de France). De gueules au sautoir alésé d´or.
BERMOND. D´or au cœur de gueules. Devise: Ex tota anima, toto corde meo.
BERNARD (vers 1350). De gueules à la bande d´argent chargée de trois mochetures d´herminr, au chef d´or chargé de 3 roses de gueules.
BERNARD de Dompsure de Pélagey. D´azur au chevron d´or accompagné en chef de 2 étoiles et en pointe d´un croissant d´or.
BERTRAND. D´or ou lion de sinople, armé, paré, et lampassé de gueules.
BESSON. D´hermine au chef de gueules chargé d´un lévrier d´or.
BEYLIER. D´azur au bélier passant d´or.
BLANC du Percy. D´azur semé de bouts de piques d´or. Devise: L´Honneur guide mes pas et Sine macula.
BLANC de La Chapelle-Revol. D´argent à trois trèfles de sinople.
BLEYMÉ, BLEMUS ou BLYMONT (1270). D´argent à la croix de sable.
BLOSSET. De gueules à deux pals d´or, au chef d´or chargé de 3 roses de gueules.
BONNE (1250). Ducs de Lesdiguières (ancien duché delphinal de Champsaur). De gueules au lion d´or, au chef cousu d´azur chargé de 3 roses d´argent. Devise: Nil nisi a Numine.
BONNET. D´azur au chevron engrêlé d´or, accompagné de 3 besants d´argent, au chef d´or chargé d´un lion léopardé de sable, armé, paré, allumé et lampassé de gueules.
BONNIOT. Voir ODDOZ ou ODDE.
BONTHOUX (venus du Gapencais). D´azur à une losange d´or chargé d´un trèfle de sinople.
BOREL-Ponsonnas (vers 1150). D´argent à la croix d´azur cannelée de sable et cantonnée de 4 têtes de bœuf de gueules, muselées d´un anneau de sable. Devise: Jusgues où ?
BOREL du Diois. D´azur au lion d´or armé et lampassé de gueules.
BOUCHIER ou  BUCHER de S. Guillaume. D´azur au soleil d´or, bordure de même. Devise: Nec munera nec preces.
BOUCHU (1398). D´azur au chevron d´or accompagné en chef de 2 croissants d´argent et en pointe d´un lion d´or.
BOUFFIER. D´azur au lion d´argent armé et lampassé de gueules, tenant de sa patte dextre une fleurdelys d´or. Devise: Dextra lilium sustinet.
BOUILLANE. D´azur à la patte d´ours mise en bande d´or. Voir RICHAUD.
BOUT (Le) de Pellafol. D´or au chevron d´azur accompagné de 3 roses de gueules.
BOYER et CHEVILLARD (venus de Valbonnais). D´or à une colonne d´azur semée de larmes d´argent.
BREYTON. Coticé d´or et d´azur de 10 pièces.
BRION (avant 1400). De gueules à l´aigle éployé d´or.
BRUNEL (1288). D´or au lion de sable, traversé d´une fasce de gueules chargée de 3 coquilles d´argent.

### C
CALIGNON de Montmeilleur. De gueules à l´agneau pascal d´argent arboré d´or, au chef cousu d´azur chargé de 2 coquilles d´or.
CAIRE, comtes de Chichilianne. D´argent au pin terrassé de sinople, à l´ours de sable passant devant le fût.
CHABUEL. D´azur à la croix d´or, au chef cousu de gueules chargé de 3 roses d´argent.
CHAIX (1285). De gueules au lion passant d´or, lampassé et couronné de même. Devise: Vivat Rex!
CHAIX-BARRUEL. Barré d´or et d´azur de 6 pièces.
CHALÉON. D´azur à la bandé d´argent chargée d´un lionceau de gueules.
CHALVET. D´or à la rose de gueules.
CHANTAREL (1390). D´azur à 3 étoiles d´or, 2 en chef et 1 en pointe, à la bande d´argent brochant sur l´étoile dextre du chef.
CHEVALIER (1282). Marquis de Sinard. D´azur au chevron d´or. Devise: Je ne suis pas répréhensible!
CHEVILLARD. Voir BOYER.
CHION du Collet. D´argent à la fasce d´azur, accompagnée de 3 merlettes rangées en chef et de deux anguilles ondoyantes de même en pointe.
CHYPRE (1338). Venus antérieurement des anciens rois de Chypre. De gueules à 3 écussons d´or 2 et 1.
CHYPRE de Cornillon, venus des précédents. Bandé d´or et de gueules de 6 pièces, au chef d´azur chargé d´une fleurdelys d´or.
CLARET DE TRECHENU (vers 1050) - issus des Arthaud). De gueules à deux clefs d´argent adossées et mises en pal, au chef d´or chargé de 3 merlettes de sable.
CLERMONT, vicomtes de Clermont en Trièves (issus des anciens ducs d´Aquitaine). De gueules à deux clefs d´argent passées en sautoir. Devise: Si omnes, ego non!
CLET ou CLAIX, CLAY (1250). D´argent au chevron d´azur accompagné de 3 croix tréflées de même. Armes modernes: de gueules au cerf élancé d´argent, au chef cousu d´azur chargé d´une clef d´or en fasce.
COLLAUX. D´azur à la fasce d´argent chargée de 3 étoiles de sable, accompagnée de 5 besants d´or, 2 en chef, 3 en pointe.
COLOMB. Tiercé en fasce de gueules, d´argent et de sable, l´argent chargé de 3 colombes d´azur. Devise: En fedeltà finiro la vita.
COLONEL (1375). De gueules à la colonne d´argent.
COMBOURCIER (vers 1350). De gueules à la bande d´argent, celle-ci chargée en chef d´une étoile d´azur.
COMMIERS (avant 1150). D´argent au sautoir d´azur cantonné de 4 roses de gueules. Devise: Sub pennis ejus sperabo.
CORRÉAR. D´azur à une divise de gueules surmontée de 3 étoiles d´argent et accompagnée en pointe d´un coq de sable tenant de sa patte dextre une branche d´olivier d´or.
COURONNE (La). De gueules à une couronne royale d´or.
CURTIL de Prébois. Comte Romain.

### D
DARNE (vers 1250). Armes inconnues.
DAVID d´AILLONS. D´azur à la harpe d´or.
DAVIN, venus d´Orpierre. D´azur au lion d´or, à la bande d´argent chargée de 3 roses de gueules et brochant sur le tout.
DÉAGENT. D´argent à l´aigle à deux têtes de sable, chargé en cœur d´un écusson d´azur à une fleurdelys d´or.
DELUS. Voir ARMAND.
DERRION d´AVIGNONET. D´or à la bande d´azur chargée d´une colombe d´argent.
DIDIER (1070 - alliés aux Alleman de Châteauneuf). D´or au taureau sautant de gueules, accorné et onglé de sable, guidé d´une étoile d´argent.
DIE (comtes de). De gueules au château d´or. Puis, après les Croisades: D´or à 3 bourdons de pèlerin de sable.
DOS ou DOZ. D´argent à 3 écussons de gueules.
DROGAT de la Condamine. D´argent au lion de sable, au chef d´azur chargé de 3 étoiles d´or.
DUCLOT (1262). D´or à trois flammes de gueules, chacune de trois pointes (ce sont les mêmes armes que s´attribua Voltaire) ou d´azur à trois flammes d´or.
DUMAS (1342), châtelains h´r´ditaires des Portes. D´argent à l´aigle de sable becqué et griffé d´or. Une famille Massot porte mêmes armes.
DUPORT la Villette. Palé d´argent et d´azur de six pièces, à la trangle de sable brochant sur le tout.
DURAND (1095) Barons de Loyettes, la Molinière et la buissonnière. De sable parti d´or, au chevron parti de l´un en l´autre, au chef d´argent chargé de 3 têtes de léopards de gueules lampassées de sable.
DURIF Un conseiller de la Cour des comptes en 1615.

### E
ESCHAFFIN (vers 1100 - seigneurs alleutiers). D´azur à la colombe d´argent tenant de son bec un rameau d´olives d´or.
ESPARRON (vers 1150). D´or au pal de gueules chargé d´une épée d´argent dans son fourreau de sable, la pointe basse, entortillée d´un serpent de sable.

### F
FAISANT de Torane. D´argent à 3 faisans de gueules.
FAU (le) (vers 1350). D´azur à 3 larmes d´argent. Voir VILLE.
FAUCHERAND de Montgaillard (1382).
FAURE (1279). D´argent à la bande d´azur enfilée dans 3 couronnes d´or. Devise : Pour bien! Cri : Toujours Vercors!
FEUGIÈRES, barons d´Yong (vers 1300). D´azur au chevron d´or accompagné de 3 roses d´argent.
FIALIN, ducs de Persigny. Voir GIRARD.
FLÉARD, comtes de Pressins. D´or au chevron d´azur chargé en chef d´un soleil d´or et en pointe de 2 croissants d´argent.
FLUCHAIRE (vers 1325). D´or à une rose quintefeuille d´argent.
FROMENT (vers 1250). De gueules au chevron d´argent accompagné en pointe d´un bouquet de 3 épis d´or, au chef cousu d´azur chargé de 3 étoiles d´or.

### G
GACHET. D´azur à la colombe d´argent accompagnée de 3 roses de même.
GALLIAN du Percy. D´azur au coq d´or tenant à son bec un serpent d´argent et perché sur un lion abattu d´or, armé, lampassé et viléné de gueules.
GALLIEN, comtes de Châbons. D´azur au lion d´or traversé d´une fasce de sinople chargée de trois besants d´argent.
GALVAIN (vers 1350). De sable au coq d´argent, au chef d´or chargé d´un raisin pendant de sable.
GAMON, barons de Monval. D´argent au chevron de gueules, chargé de 3 croisettes d´azur, au chef de gueules chargé de 3 croisettes d´argent.
 GARCIN (vers 1350). Ecartelé d´or et d´azur, à la fasce d´argent brochant sur le tout et chargée de trois molettes de sable.
GARNIER. De gueules à la gerbe d´or mise en pal.
GARNIER du Gua. D´or à 3 roses de gueules 2 et 1 sommées d´une croisette d´argent.
GAUDE de la Colombière. D´azur à 3 colombes d´argent becquées, onglées de gueules.
GAUTHIER en Trièves (1256). D´azur au lion d´argent, au chef d´or chargé de 3 roses de gueules.
GAUTIER de Vercors et Prébois. De gueules au tronc écoté péri en bande d´or.
GASSENDI de Thorane. D´azur au dauphin d´argent, au chef d´or chargé de 3 pattes d´aigle de sable. Alliés à l´astronome provencal né en 1592.
GELAT de Mens. D´azur au lévrier courant d´argent colleté de gueules, écartelé d´or à 3 pals de gueules. Voir JALAT.
GERENTE de la Croix-Haute. D´or au sautoir de gueules.
GIRARD (anciennement Fialin de Saint-Michel, avant 1400 - de la même tige que les ducs de Persigny. À Vif et Gresse. D´argent à la bande d´azur chargée de 3 coquilles d´argent.
GIRARD (venus des précédents). D´or au chevron de gueules accompagné de 3 coquilles de sable.
 GIRAUD d´AVERS (héritiers des Eschaffin d´Avers). Vers 1350. De sable au porc-épic d´argent. Devise: De près de loin.
GONSOLLIN ou GONCELIN (1260). D´or au chevron de gueules.
 GRATET, comtes du Bouchage. D´azur au griffon d´or.
GRINDE de MIRIBEL (1270). D´azur à la bande d´argent accompagnée de 3 croissants d´argent, 1 en chef, 2 en bande en pointe.
GROLÉE, barons de Gresse, comtes de Viriville (938). Gironné d´argent et de sable, brisé d´une couronne de gueules en cœur. Devise: Assay, avanzasti fortuna passa.
GUA (le) (1069). De gueules à 4 otelles d´argent posées en 4 fleurs de lys de même. Une branche reprend nom et armes des Lacroix-Chevrières. sautoir.
GUEYMARD. De sable à 3 coquilles d´argent.
GUICHARD de St-Jean-d´Herans. De gueules à 2 épées d´or passées en sautoir.
GUILLON. D´azur au sautoir d´or.
GUIRIMAND, famille châtelaine. Ecartelé au 1 et 4 d´or à l´épervier de sable longé de gueules grilleté d´argent; au 2 et 3 de gueules à 3 pals d´or brchés d´une cotice de sable. Vers 1400.
GUIRONNET DE MASSAS. D´azur à trois fasces ondées d´argent, au chef de sable soutenu d´argent et chargé de trois fleurs de lys d´or.

### H
HELIS. De gueules à la fleurdelys d´or, au chef échiqueté d´or et de sable de 2 traits.
HERBEYS (les) (1262). D´or au rencontre de bœuf de sable.

### I
ISOARD d´AIX (venus des Arthaud). D´or à 3 bourdons d´azur (Armes anciennes : de gueules à 3 léopards d´argent!).

### J
JARENTE. Voir GERENTE.
JALAT (de Mens) (vers 13409. Voir GELAT
JOUBERT. D´azur à 3 chevrons d´or.
JOUGUET, châtelains héréditaires.
JOUVEN (avant 1458, appelés aussi Jouanin et Jeannin à Chichiliane, en latin Juvenis : seraient issus des anciens vicomtes de Marseille). D´azur à 3 pals d´or, au chef d´argent chargé de 3 mouchetures d´hermine.
JULLIEN. Ecartelé au 1 de gueules au lion d´or, au 2 d´or à l´ours de sable, au 3 d´or au palmier de sinople, au 4 d´hermine plein.

### L
LAGIER (1380). D´argent au chevron de gueules accompagné de 3 mouchetures d´hermine.
LALLEY ou L´ALLEU (avant 1300). De gueules à 3 têtes de licorne coupées d´or.
LIOTARD (1231). De gueules à la bande d´azur chargée de 3 fleurdelys d´or.
LOUBET. De gueules au bélier heurtant d´argent, au chef cousu d´azur chargé de 3 molettes d´argent.
LUYA. Famille vaudoise réfugiée de Piémont en Trièves au XIVe siècle. D´azur au mur crênelé soutenant une tour flanquée de 2 tourelles d´argent. Il existe une branche allemande von der Lühe.

### M
MAFFEY à Lus. Venus des marquis de Vérone, Fascé d´argent et de gueules de 8 pièces, à un rameau d´olives de sinople brochant sur le tout.
MAGNAN de MAGNIN de St-Paul. D´azur au chevron d´or, accompagné de 3 étoiles de même. Alliés aux suivants.
MAGNIN (1389). De gueules au lion d´argent.
MAGNIN du COLLET (même origine). De gueules au cœur d´argent.
MAGNIN-SAINT-GENIS (même origine). D´argent au cœur de gueules. Devise de ces deux branches: Sans lui, rien.
MAILLEFAUD. D´or au chevron de sable, au chef d´azur chargé de 3 étoiles d´or.
MAILLET. D´or à 3 fasces ondées et entées de gueules.
MALSANG ou MAISEIGNE (vers 1340). De gueules à la bande d´argent.
 MALVESIN. D´or à deux fasces de gueules.
MANIQUET-PELLAFOL. D´azur à 3 demi-vols d´argent.
MARGAILLAN. D´azur à 3 casques d´or.
MARIÉ du PERRIER. D´azur au chevron d´or, accompagné en chef de 2 étoiles d´or et en pointe d´une étoile d´argent.
MARTIN-CHAMPOLÉON. D´azur au chevron d´or, au chef d´or, chargé de 3 cœurs de gueules.
MARTIN-LA-COLOMBIÈRE à Trésanne. D´argent à 3 colombes de sable 2 et 1, au chef de sable chargé de 3 coquilles rangées d´argent.
MARTIN-ROCHE (1163). D´azur à la roche d´argent surmontée d´une étoile d´or. Le capitaine des gardes était titré comte de Vercors - collatéraux de la maison ducale d´Hostun, celle-ci portant de gueules à une croix engrêlée d´or.
MASSAS. Voir GUIRONNET.
MASSERON de Château-Vieux. D´or à 3 massues de gueules posées en pal su un rocher de sable.
MAURICE. Famille châtelaine.
MAZET ou MASSÉ. D´argent à 2 masses d´armes de sable posées en sautoir.
MICHAL. De sinople au coq d´argent, la patte dextre levée, becqué, crêté, armé et barbelé d´oe. Devises: Je veille! - Pugnat, vigilat.
MIRIBEL (vers 1250). Comtes de Miribel. D´or au lion de gueules.
MONTAUBAN (avant 1200 - issus des Arthaud). D´azur à 3 tours d´or.
MONTORCIER (1220). Fascé de sable et d´argent de 6 pièces.
MORET de Prébois, seigneurs de Tréminy, marquis de Valbonnois. D´or à la croix de sable, cantonnée de 4 flammes à 3 pointes de gueules.
MORGES (1140). D´azur à 3 têtes de lion arrachées et couronnées d´or, lampassées de gueules. Issus en ligne féminine des princes de Royans.
MOUNIER. Titrés barons sous la Restauration: de sinople au sautoir d´or, cantonné à dextre et à senestre d´une rose. Famille connue dès le XVIe siècle et divisée alors en trois branches suivantes :
MOUNIER de Royans : d´argent au chef d´azur, au lion de gueules couronné d´or brochant sur le tout (filiation par alliance, des Bérenger de Sassenage);
MOUNIER du Valentinois : D´argent au chevron de sable accompagné en chef de 2 étoiles et en pointe d´un lion de même; au chef de gueules chargé de 3 besants d´or.
MUZY ou MUSY. D´azur au lion d´or couronné, à la bordure d´argent. Autres branches : de gueules au tautoir d´or, cantonné de 4 croissants de même ; de gueules à la croix d´or, cantonnée de 4 croisettes de même. La branche de Clelles avait repris les armes des Thiène(s).

### N
NANTES (de) d´Avignonet. D´argent à la licorne d´azur, chargée sur l´épaule sénestre d´une fleurdelys d´or.
NICOLAS. D´azur au lévrier d´argent colleté de gueules, le collier bouclé d´or. Devise: Laissez dire!
NICOLAS à Saint-Maurice. D´argent à 3 têtes de léopard de gueules 2 et 1, au chef d´azur chargé de 3 soleils d´or rangés.
NYCOLLET ou NICOLET. D´argent à l´ours de sable rampant en bande sur un bâton de même.
NOEL-TERRIER. Voir TERRIER.
NOVEL de LACONTESSIÈRE de Clelles. Ils semblent avoir porté, au XVIIIe siècle, d´argent à une croix ancrée (ou potencée) de sinople, accompagnée de 2 fers de lance de sable mis en barre et mouvant des angles de l´écu, à la bande de gueules brochant sur le tout. Ils auraient aussi parfois repris les armes de leurs auteurs Thiène(s) et Musy.

### O
ODDOZ, ODDOS ou ODDE-BONNIOT (1323), marquis de Saint-Aignan. Une quarantaine de branches. D´azur à la tête de lion arrachée d´or, lampassée de gueules, soutenue de 2 roses rangées d´argent. Devise : ENSE ET ARATRO. Dicton du Trièves: Frappez un buisson, il en sortira un Bonniot, et Point de buisson sans y trouver un Oddoz”! 

### P
PALADRU (1102). De gueules au poisson d´argent mis en bande.
PARAT. D´azur au chevron d´or accompagné de 2 croisettes recroisetées d´or en chef et d´une fleurdelys d´or en pointe.
PASQUIER ou PAQUIER. D´azur au chevron d´or accompagné en chef de 2 têtes de More de sable tortillées d´argent et en pointe de 3 pâquerettes terrassées d´or.
PASSÉAT. D´azur à la croix d´argent cantonnée de 4 fleurdelys d´or.
PATRAS (1408). De gueules à une sirène de face d´argent, la queue fourchue et soutenue de 2 mains de même. Abraham Patras, gouverneur général des Indes néerlandaises: d´azur à l´aigle d´argent, au chef cousu de gueules chargé de 3 étoiles d´or.
PAYAN. D´azur au chevron d´or accompagné de 3 molettes même. Aussi : D´argent au chevron de sable accompagné de 2 hures de sanglier de même en chef et d´une rose de gueules en pointe.
PEGGAR. D´azur à la bande d´or chargée d´un lion de sable.
PÉLAGEY. Voir BERNARD de DOMPSURE.
PELLAFOL (vers 1150). D´or au lion de gueules.
PELLAT (1242). Coupé au 1er de gueules à 3 piliers d´or rangés, au 2 argent à 3 roses de gueules 2 et 1.
PELLISSIER (1220). D´or au lion de sinople armé et lampassé de gueules, sommé d´une étoile de gueules. Devise: Stella duce. Voir TANON.
PELLOUX ou PEROUSE (1256). D´argent au sautoir engrêle d´azur.
PENCHINAT ou PINCHINAT (1384). D´or au chevron d´azur, au chef d´azur chargé d´une étoile à 8 rais d´or.
PÉROUSE (vers 1400 : à St-Guillaume, St-Maurice et en Champsaur). D´azur à la bande d´or chargée de 3 étoiles de gueules et accostée de 2 chevrons d´argent. Aussi Guillaume-Pérouse.
PERRACHON (anciennement Peracchio en Piémont ?) à Monestier du Percy, Vulson et Cornillon. Coupé d´azur sur or, à une grue de l´un en l´autre. La branche de Treffort porte de gueules à la fasce d´argent accompagnée de 2 étoiles d´or.
PERRIER ou PÉRIER (venus de Mens). D´azur à la bande d´or accompagnée en chef d´une tête de lion arrachée et couronnée d´argent, lampassée de gueules.
PERRIN (12759. D´or au chevron de gueules, au chef d´azur chargé de 3 étoiles d´argent.
PIÈGROS (1335). D´argent à l´arbre de sinople mouvant d´une motte d´argent, côtoyé de 2 roses de gueules feuillées et tigées de sinople, mouvant d´icelle.
PINA de la POSTERLE, marquis de Pina. D´azur à la bande d´argent chargée de 3 croisettes de sable.
PIPET´. Famille ancienne, disparue depuis longtemps. Armes inconnues.
PIT. Même remarque.
PLACE (la). Même remarque.
POITIERS (950 - comtes de Valentinois). D´azur à 6 besants d´argent 3, 2 et 1, au chef d´or.
POLIGNY (alliés aux Saint-Marcel) (1357). De gueules à 3 chevrons d´argent, au chef d´or chargé d´un renard passant de gueules. Devise : Vertu et Fortune.
POMMIER du VILLARD ou RUELLE. D´argent au pommier de sinople fruité d´or.
PONCET (1350). D´or à la fasce de gueules accompagnée de 3 têtes de loup arrachées d´azur.
PONNAT, barons de Vif et de Gresse (1370). D´or à 3 têtes de paon arrachées d´azur.
PORTE-TRAINE (1325). Famille grenobloise possessionnée en Trièves.
POURRET. D´azur au chevron d´argent accompagné de 3 billettes d´or, au chef cousu de gueules.
PRAYER ou PRAYET. Voir VEYNYS.
PRIM. Remontent au XIe siècle.
PUTTE-COTTE, comtes de Renéville. D´argent au chevron de sable accompagné de 5 merlettes de même. Autre branche : D'argent au chevron de gueules accompagné en chef de 6 roses de gueules 4 et 2 et en pointe d´un lion lampassé de même.
PUY-BOSON (1020). Armes inconnues.
PUY (du) de SAINT-VINCENT. D´or à la tête de lion de gueules, au chef d´azur chargé de 3 étoiles d´or.

### R
RAMBAUD - la Rochette (avant 1200). De sable au cyprès naturel, sommé d´une colombe d´argent. Une branche brise d´azur au cyprès d´or. Devise : Et habet sua gaudia luctus.
RAMBAUD de CHAMPRENARD-SAINT-MAURICE. D´azur à l´aigle éployé d´or écartelé de gueules à 2 épées d´or en sautoir, chargé en cœur d´un écu de sable à la fasce d´argent.
RAVIER d´HERRELON´. De gueules à une rave d´argent.
RAYMOND. Armes primitives prises au retour de la Croisade. D´argent à la croix de gueules chargées de 5 coquilles du champ. Alliance avec les comtes de Toulouse. Une branche de la région porte d´azur au lion d´or accompagné de 6 étoiles de même en orle, à la bande de gueules chargée de 3 châteaux d´argent et brochant sur le tout.
REVILLASC (venus du Piémont avant 1378). D´argent au lion de gueules armé, lampassé et viléné de sable.
REVOL. Voir BLANC de la CHAPELLE.
REYNARD de SAINT-SÉBASTIEN (1298). De gueules au renard d´or. Devise: Marte et arte.
REYNIER du TRIÈVES (1158). D´or à 2 têtes de lion arrachés et affrontées d´azur, lampassées de sable, soutenues d´un cœur de gueules. Armes anciennes: de gueules à 3 coquilles d´argent.
RICHARD (1230). Seigneurs alleutiers. D´azur au chef d´or chargé de 3 besants de gueules.
RICHAUD. Mèmes armes que les Bouillane. Concédées par Louis XI, alors Dauphin
RICOU (1270). D´or à 3 branches de chêne de sinople mouvant d´un croissant montant d´azur, au chef de gueules.
RIGOTdu Monestier du Percy. D´azur à 3 bandes d´argent, celle du milieu chargée de 3 alérions de sable. Devise: Regis vita pretiosior meà.
RIONDET. D´argent à 2 chevrons de gueules, accompagnés de 3 merlettes d´azur.
RIPERT (1099), marquis d´Alausier en 1789. De gueules à la fleurdelys d´or tràversée d´une fasce d´azur chargée d´une lune d´argent en décours et d´un soleil d´or.
RIVOIRE (vers 1250). Fascé d´argent et de gueules de 6 pièces, à la bande de France (=d´azur à 3 fleurdelys d´or) brochant sur le tout. Devise: Nec si caelum ruat.
ROBERT (1340). Tranché en onde d´or sur azur, à 3 molettes de l´un en l´autre.
ROCHAIN. Branche des Rochas?
ROCHAS (1399). D´azur à un tau d´argent sommé de 3 étoiles rangées d´or. Devise: Deus et Honor.
ROCHE, coseigneurs de Vercors en 1788. Voir MARTIN-ROCHE.
ROIN de BRION. Famille ancienne. D´or à l´aigle de sable. Avant 1200.
ROLLAND, venus de Bourgogne avec les Dauphins de la 2e race. Alliés au XVIe siècle avec la famille des papes della Rovere. De gueules au cor de chasse d´or lié de sable ou d´azur au cor de chasse d´or lié de sable à 3 pals retraits d´or mouvants du chef. Armes modernes (XVIIe siècle), de gueules au lion d´or surmonté de 3 croissants d´argent. Devise: Volat fama per orbem.
ROMAN (1261). D´azur à 5 besants d´or 3 et 2.
ROUX d´AVIGNONET (1345). D´argent à 3 chênes rangés de sinople englantés d´or.
ROUX de CORPS (1339). D´argent à l´ours passant de sable sommé de deux étoiles rangées d´or.
ROUX de MORGES. D´azur au chevron d´argent accompagné de trois étoiles d´or posées 2 et 1.
ROYER. D´azur au lion d´or. Alias: D´azur à trois roues dentées d´or.

### S
SAMUEL. D´argent au sautoir de gueules chargé de trois coquilles d´argent. (coquilles non situées). Une branche reprend les armes de NANTES d´AVIGNONET. D´argent à la licorne d´azur chargée d´une fleur de lys sur l´épaule senestre.
SARRASIN. Dit issus d´un émir yémenite du IXe siècle. D´or à la tête de maure de sable tortillée d´argent, cotoyée de deux guivres en pals affrontées d´azur à l´issant de gueules.
SARRAZIN du MAZET. De gueules à trois fleurs de lys mal ordonnées d´argent.
SASSENAGE, marquis. (950), Issus des BERENGER-ROYANS. Burelé d´argent et d´azur de dix pièces; au lion de gueules couronné d´or brochant. Devise: UNE SUR TOUTE!.
SAUREL. D´or à la croix ancrée de gueules.
SAUZE d´ARZELIERS. Mêmes armes que les SAUZET. D´azur au chene d´argent, au chef trois sautoirs de gueules.
SECOND ou SEGOND. (XIIe siècle). D´or à deux pals de gueules; au chef d´azur chargé d´un lion issant d´argent armé et lampassé de gueules. Devise: NULLI SECUNDUS.
SENEBIER de CLELLES. D´azur à la main au naturel issant d´un nuage d´argent et tenant un bâton en tau en pal, enlacé d´un S d´or et accompagné à senestre d´une étoile d´or.
SIBUT ou SIBEUT, comtes de SAINT-FÉRREOL (1198). Bandé d´or et d´azur; au chef de gueules chargé d´une fleur de lys d´or. Devise: AGE COD AGIS.
SIMIANE, marguis d´ESPARRON. (993). Issus des ARTHAUD (plutôt des AGOULT). D´or semé de fleurs de lys et de tours d´azur. Devise: SUSTENTANT LILLIA TURRES.
SYLVE (1346) de Gouvernet. D´argent à la merlette de sable.

### T
TANON de MENSouPELLISSIER-TANON.
TERRIER ou NOËL-TERRIER de TOSCHANNE, Seigneurs de Toschane et Treffort. De gueules à trois gerbes d´or.
Le THAUD. Alliés des BÉNÉVENT vers 1350. De sinople au taureau passant d´argent surmonté d´une fleur de lys de même; au chef échiqueté d´or et de sable de deux traits. Chorier donne sans doute par confusion avec PUTOD: D´or au losange d´azur chargé d´un croissant d´argent.
THEYS (1183). De gueules à deux fasces engrelées d´argent.
THIÈNE ou THIÈNNES, comtes de THIÉNE et de CLELLES. Issus des SAVOIE par les VILLARS. D´azur au pal vivré d´argent écartelé d´or à l´aigle à deux têtes de sable membré et diadémé d´or. Alias: Ecartelé au 1 et 4 comme le chef ci-dessus; au 2 et 3, comme l´ecu ci-dessus.
La TOUR de CLELLES (1106), Même souche que les La TOUR du PIN. D´azur à la tour d´argent maconnée et portillée de sable; au chef cousu de gueules chargé de trois heaumes d´or. Puis porte les armes pleines de La TOUR du PIN: De gueules à la tour avec un avant-mur d´or (ou d´argent). Devise: TURRIS FORTITUDO MEA, et COURAGE ET LOYAUTE.
TREFFORT. Eteint avant 1400.

### V
VALLIER, comtes de BY. (avant 1400). De gueules au chevron d´argent accompagné en pointe d´une étoile d´argent; au chef dentelé d´argent.
VARCES (1096). D´argent à la bande d´azur chargée de trois croisettes du champ.
VAULNAVEYS de BRION (1288). De gueules au croissant d´argent en chef.
VAULSERRE (vers1250). Deux familles de même origine d´après Allard. Armes anciennes: D´argent à l´aigle d´azur soutenu de trois lozanges de sable; à la bordure engrelée de gueules. Armes modernes: D´azur à trois coqs crêtes d´or (ou de sable).
VEYNESouVEYNES de PRAYER (avant 1200). De gueules à trois bandes d´or.
VIAL. De gueules au chevron renversé d´argent accompagné en chef d´une tête de lion arrachée d´or et lampassé de sable.
VIAL d´ALAIS, marquis d´ALAIS, comte d´AILLON et de GENTON. D´azur à la fasce d´argent chargée de 3 bandes de gueules; accompagné en chef. d´une tête de lion d´or et d´un croissant d´or en pointe.
VIENNOIS, sgr d´AMBEL. bâtards des Dauphins de VIENNOIS. D´or au dauphin d´azur crêté, oreillé et barbelé de gueules, brisé d´une barre de même.
VIEUX et VIEUX de BRION (1280). D´azur au massacre d´or.
VIGNON. Marie VIGNON, maîtresse de LESDIGUIÈRES, faite marguise de TREFFORT, puis devenu son épouse, son père et ses frères son anoblis en bloc en 1620. De gueules à la grue bicéphale d´argent, becqueée et membrée de sable, couronnée d´or.
D´or à trois fasces d´azur chargées de six roses d´argent, trois sur la première, deux sur la seconde, une sur la troisième.
D´argent au lion de gueules appuyé contre un cep de vigne renversé de sinople.